# 弗利尔施
弗利尔施是奥地利蒂罗尔州兰德克县的一个市镇。总面积31.05平方公里，总人口967人，人口密度31.1人/平方公里（2005年）。